# Rub El Hizb
Rub El Hizb (en arabe : ربع الحزب , rubʿ al-ḥizb, « quart de section ») (۞) est un symbole utilisé pour marquer une fin de chapitre en calligraphie arabe, en particulier dans le Coran.

## Description
Il est constitué de deux carrés identiques dont l'un est incliné à 45 degrés, superposés au niveau de leurs centres respectifs, formant un octogramme dont le symbole de Schläfli est {8/2}. Au centre du symbole se trouve un cercle.

## Usage
Le Coran est divisé en trente parties appelées juz' (جزء, pl. ajzāʾ, أجزاء « division ; portion »), destinée à la récitation du Coran en un mois. Chaque juzʾ est divisé en deux hizb (حزب, « section ; partie »). Chacune de ces parties est divisée en quarts marqués par le caractère ۞ (d'où son nom). 
Il est présent dans de nombreux drapeaux et emblèmes du monde musulman. Le plan des tours Petronas de César Pelli, à Kuala Lumpur en Malaisie, est également inspiré par le symbole
Il est si courant qu'il est encodé dans le standard Unicode comme le caractère U+06DE ; il est l'un des rares représentants de la catégorie Mark, enclosing (Me).